# Bart Ramselaar
Bart Ramselaar (ur. 29 czerwca 1996 w Amersfoort) – holenderski piłkarz grający na pozycji pomocnika w PSV Eindhoven.

## Kariera klubowa
Treningi piłki nożnej rozpoczął w klubie VVZA, z którego trafił do Rody 46. W 2010 przeszedł do FC Utrecht, a w maju 2014 podpisał pierwszy, trzyletni kontrakt z tym klubem. We wrześniu 2015 podpisał nową, czteroletnią umowę z tym klubem. W sierpniu 2016 podpisał pięcioletni kontrakt z PSV Eindhoven. Zadebiutował w tym klubie 28 sierpnia 2016 w zremisowanym 0:0 meczu z FC Groningen. W sierpniu 2019 wrócił do FC Utrecht, podpisując czteroletni kontrakt z tym klubem.

## Kariera reprezentacyjna
Młodzieżowy reprezentant Holandii. W kadrze U-19 zadebiutował 14 listopada 2014 w zremisowanym 1:1 meczu ze Szkocją. W reprezentacji U-20 zadebiutował 7 października 2015 w przegranym 1:3 spotkaniu z Anglią. W kadrze U-21 zadebiutował 25 marca 2016 w wygranym 1:0 meczu z Norwegią. W dorosłej reprezentacji zadebiutował 9 listopada 2016 w zremisowanym 1:1 meczu z Belgią.